# MBLAQ
Gli MBLAQ (pronuncia: emblack; hangŭl: 엠블랙) sono una band K-pop sudcoreana, formatasi a Seul nel 2009. Il nome del gruppo sta per "Music Boys Live in Absolute Quality".

## Storia

### Pre-debutto
Gli MBLAQ dopo essere stati scelti e addestrati per circa due anni, il 21 settembre del 2009 comparirono sulla rivista Nylon e un mese dopo, il 9 ottobre, si esibirono durante il concerto Legend of Rainism di Rain, appunto il loro ideatore. Durante questa loro esibizione interpretarono alcuni loro brani che li avrebbero resi famosi a livello nazionale. Il membro Sang-bae abbandonò il gruppo poco prima che i MBLAQ debuttassero.

### 2009-2010: debutto,Just BLAQeY
Il 12 ottobre 2009 distribuirono una piccola anteprima del video della loro canzone di debutto "Oh Yeah", in collaborazione HyunA delle 4Minute. Due giorni dopo, pubblicarono il video e il primo loro singolo "JUST BLAQ" che riuscì ad arrivare primo in molte classifiche e il giorno seguente i cinque ragazzi apparvero nel programma televisivo M! Countdown. Per il loro debutto, la band firmò un contratto con la J.Tune Camp, ramo dell'azienda J.Tune Entertainment, etichetta creata da Rain. All'inizio di dicembre, gli MBLAQ si esibirono in Giappone assieme a Rain e quasi dopo una settimana, il 10 dicembre, venne pubblicato il video della canzone "G.O.O.D Luv". Il 17 maggio 2010 uscì il secondo singolo Y. Il 29 dicembre 2010 i ragazzi tornarono in scena annunciando la futura uscita del loro primo album per l'inizio del 2011.

### 2011:BLAQ Style
Il 3 gennaio su YouTube uscì il video della canzone "Cry", canzone che riuscì ad ottenere più di 600.000 visite in una sola settimana a cui seguì, pochi giorni dopo, la pubblicazione degli scatti fotografici per la copertina del loro primo album. Il 9 gennaio gli MBLAQ tennero un evento per i fan in cui si esibirono con "Cry" e il brano "Stay". Sempre a gennaio, il 10, uscì il loro primo album intitolato BLAQ Style che riuscì a vendere più di 27.000 copie in brevissimo tempo.

## Formazione
Seungho è il leader del gruppo.
Formazione attuale
- Seungho (승호) – voce (2009-)
- G.O (지오) – voce (2009-)
- Mir (미르) – rapper (2009-)

Ex-membri
- Sang-bae (상배) – rapper (2009)
- Joon (준) – voce (2009-2014)
- Cheondong (천동) – rapper (2009-2014)

## Discografia

### In Corea del Sud

#### Album in studio
- 2011 – BLAQ Style (J. Tune Camp)

#### EP
- 2009 – Just BLAQ (J. Tune Camp)
- 2010 – Y (J. Tune Camp)
- 2011 – Mona Lisa (J. Tune Camp, Mnet Media)
- 2012 – 100% Ver. (J. Tune Camp, CJ E&M Music and Live)
- 2013 – Sexy Beat (J.Tune Camp, CJ E&M Music and Live)
- 2014 – Broken (J.Tune Camp, CJ E&M Music and Live)

#### Singoli
- 2011 – White Forever
- 2011 – You&I

#### Raccolte
- 2010 – MBLAQ Taiwan Special Album (Universal Music Taiwan)

### In Giappone

#### Singoli
- 2011 – Your Luv
- 2011 – Baby U!
- 2013 – Mona Lisa
- 2014 – Still in Love

#### Raccolte
- 2012 – BLAQ Memories (Gr8! Records)